# Limba pisidiană
Limba pisidiană este o limbă anatoliană dispărută utilizată în zona Anatoliei, parte a familiei de limbi indo-europene vorbite în Pisidia, o regiune veche din Asia Mică. Este cunoscută pe baza a aproximativ treizeci de inscripții scurte datate în secolele I-II d.Hr., pare a fi strâns legată de limbile lyciană și sidetică. Alfabetul folosit este unul derivat din cel grecesc. Se pare că ar avea și influențe frigiane astfel că ar putea fi o creolizare a limbii frigiane și unele dialecte indigene anatoliene.